# Soriculus beibengensis
Soriculus beibengensis és una espècie de mamífer eulipotifle de la família de les musaranyes (Soricidae). És endèmica del comtat de Mêdog, al Tibet (Xina), on viu a altituds d'entre 1.500 i 2.125 msnm. Té una llargada de cap a gropa de 70-81 mm, la cua de 38-44 mm i un pes de 8,8-13,2 g, cosa que en fa la segona espècie més petita del gènere Soriculus, després de S. minor. El seu hàbitat natural són els boscos mixtos de diferents tipus. El seu nom específic, beibengensis, significa ‘de Beibeng’ en llatí. Com que fou descoberta fa poc, encara no se n'ha avaluat l'estat de conservació.